# 梁颖 (辽朝)
梁颖（?—?），辽朝（契丹）政治人物，辽道宗时南府宰相。
大康七年（1081年）在宰相之位。十一月丁亥，辽道宗到驸马都尉萧酬斡的宅第，将要饮酒，宰相梁颖进谏：“天子不可饮人臣家。”道宗即还宫。大安二年（1086年）五月戊寅，出知兴中府事。